# NGC 5942
NGC 5942 is een elliptisch sterrenstelsel in het sterrenbeeld Slang. Het hemelobject werd op 19 april 1887 ontdekt door de Amerikaanse astronoom Lewis A. Swift.

## Synoniemen
- MCG 1-40-1
- ZWG 50.9
- HCG 76C
- NPM1G +07.0387
- PGC 55309